# Herbert Howells
Herbert Howells (Lydney, 17 ottobre 1892 – 23 febbraio 1983) è stato un compositore, insegnante e direttore d'orchestra inglese.

## Biografia
È stato il più giovane di sei fratelli nati da Oliver, idraulico, pittore, decoratore, costruttore, ed Elizabeth Howells.
Il padre era un appassionato musicista di organo e suonava l'organo nella locale chiesa battista.
Howells seguì le orme paterne prima come vice di suo padre, e poi all'età di undici anni si trasferì nella chiesa parrocchiale anglicana locale come corista e organista non ufficiale.
I suoi primi studi musicali furono svolti con Herbert Brewer alla Cattedrale di Gloucester.
Un'altra esperienza formativa per il giovane Howells è stata, nel settembre 1910 al Gloucester Three Choirs Festival, la prima dell'opera di Ralph Vaughan Williams Fantasia on a Theme of Thomas Tallis.
Ha studiato dapprima a Gloucester e successivamente al R.C.M. (Royal College of Music) di Londra, sotto la guida di Charles Villiers Stanford, di Hubert Parry e di Charles Wood; tra i compagni di scuola di Howells nel corpo studentesco c'erano Gurney, Arthur Bliss e Arthur Benjamin. Dal 1920 ha assunto il ruolo di insegnante di questa scuola, impegnandosi nel recupero dello stile rinascimentale inglese. Tra i suoi allievi si annoverarono Robert Simpson, Gordon Jacob, James Bernard, Paul Spicer, Madeleine Dring e Imogen Holst.
La carriera di Howells sembrò interrompersi quando nel 1915 gli fu diagnosticata la malattia di Basedow-Graves e gli furono dati sei mesi di vita. La sua cattiva salute gli impedì di essere coscritto nella prima guerra mondiale, All'ospedale di St Thomas gli fu somministrato il trattamento di iniezioni di radio nel collo, somministrato due volte a settimana per un periodo di due anni. Ciò nonostante, fu ancora in grado di comporre e nel 1916 produsse le prime opere della sua maturità.
L'anno seguente Howells divenne assistente organista alla cattedrale di Salisbury, anche se ma mantenne il ruolo solo per pochi mesi.
Nel 1920 Howells sposò Dorothy Dawe (1891-1975), con la quale ebbe due figli: Ursula (1922-2005), attrice, e Michael (1926-1935).
Nel settembre del 1935 la tranquilla esistenza di Howells come insegnante, giudice e compositore fu improvvisamente distrutta quando suo figlio di nove anni Michael contrasse la polio durante una vacanza in famiglia, morendo a Londra tre giorni dopo. Howells fu profondamente addolorato e continuò a commemorare l'evento fino alla fine della sua vita.
Durante la seconda guerra mondiale, prestò i suoi servigi come organista al St John's College di Cambridge, e anche le sue composizioni diventarono sempre più corali e organistiche.
Nel 1949, l'organista Herbert Sumsion chiese a Howells se avesse qualcosa che potesse essere eseguito al Three Choirs Festival che si sarebbe tenuto a Gloucester l'anno successivo. Howells decise di far emergere il lavoro corale incompleto che aveva scritto in memoria di suo figlio Michael tra il 1936 e il 1938. L'opera, intitolata Hymnus Paradisi su suggerimento di Sumsion, fu completata e orchestrata in tempo per la sua prima rappresentazione il 7 settembre 1950, il giorno dopo il 15º anniversario della morte di Michael. Fu il più grande successo di pubblico e di critica di Howells, e per molti anni fu il suo lavoro più noto.
In tarda età ottenne riconoscimenti da parte della Università di Cambridge.
Tra le sue opere principali, sono da annoverare musiche strumentali da camera (Comedy Suite, Sonate, Lady Audery's Suite, quartetto per archi); musica sinfonica (Pastoral Rhapsody, Procession); musica vocale per coro, pianistica e religiosa (Hymnus Paradisi).
Infatti, Howells è particolarmente conosciuto per la sua produzione di musica cristiana anglicana, che comprende canti per le preghiere del mattino, del pomeriggio e della sera, canti eucaristici, Magnificat e musica per i cori dell'abbazia di Westminster e della
Cattedrale di San Paolo (Londra).

## Opere principali

### Musica per orchestra
- Concerto per pianoforte n. 1 in do maggiore , (1913);
- Tre danze per violino e orchestra , (1915);
- The B's , (1915);
- Elegy , per orchestra (1917);
- Puck's Minuet , (1917);
- Processione , (1922);
- Pastoral Rhapsody , (1923);
- Concerto per pianoforte n. 2 in do minore , (1924);
- Paradise Rondel , (1925);
- Pageantry , per ensemble di ottoni (1934);
- Fantasia , per violoncello e orchestra (1937);
- Concerto per archi , (1939);
- Suite for Strings , (1944);
- Music for a Prince , seguito (1949);
- Trittico , per ensemble di ottoni (1960);

### Musica corale
- Sir Patrick Spens , opera 23 per baritono, coro e orchestra (1917);
- Sine Nomine , per 2 solisti, coro e orchestra (1922);
- My Eyes for Beauty Pine , inno (1925);
- Kent Yeoman's Wooing Song, per solisti, coro e orchestra (1933);
- Requiem , per coro non accompagnato (1936);
- Hymnus Paradisi , per soprano, tenore, coro e orchestra (1938);
- Collegium Regale , (1945);
- A Maid Peerless , per voci femminili e archi (o piano) (1949);
- Un'antologia di canzoni A Garland for the Queen, per celebrare l'incoronazione della regina (1953);
- Missa Sabrinensis , per solisti, coro e orchestra (1954, premiato al Worcester Festival il 7 settembre 1954;
- An English Mass , (1956);
- The Scribe , scritto per l'85º anniversario di Vaughan Williams (1957);
- Stabat Mater , per tenore, coro e orchestra (1963);
- Prendilo, terra, per amorevole , mottetto sulla morte del presidente Kennedy (1964);
- The Coventry Mass , per coro e organo (1968);
- Salmo preludi , opus 32;

### Musica da camera
- Piano quintet , (1916);
- Rhapsodic Quintet , per clarinetto e archi (1917);
- Fantasy Quartetto d'archi , (1918);
- Quartetto d'archi   In Gloucestershire ;
- Sonata per oboe e pianoforte , (1943);
- Sonata per clarinetto e pianoforte , (1949);

### Musica per organo
- Organo Sonata n. 1 , (1911);
- Rapsodia n. 1 in D flat , (1915);
- Rapsodia n. 2 in Mi bemolle , (1918);
- Rapsodia n. 3 in C sharp , (1918);
- Organo Sonata n. 2 , (1933);
- Preludio: Of Profundis , (1958);
- Partita , (1971);

### Musica per clavicembalo
- Lambert's Clavichord , collezione di pezzi per il clavicembalo (1926-1927);
- Howells' Clavicordo , collezione di pezzi per il clavicembalo (1951-1956);

## Onorificenze

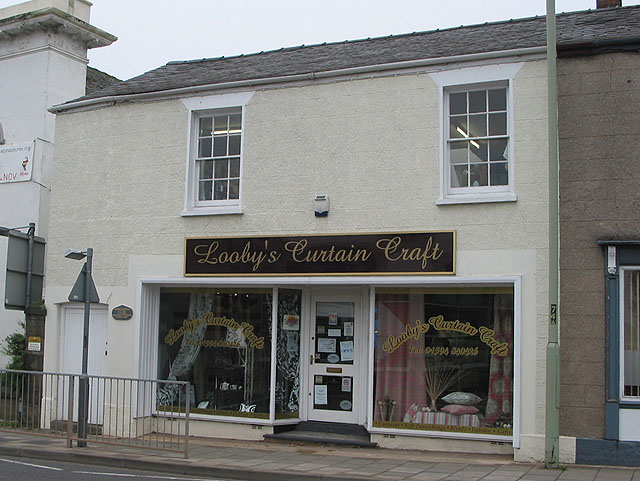
La casa in cui nacque

### Musica per pianoforte
- Sonatine , (1971).